# Peter de la Billière
Sir Peter de la Cour de la Billière, né le 29 avril 1934, est un général d'armée britannique.

## Biographie
Après des études à Harrow School il s'engage dans l'armée de terre en 1952 au régiment d'infanterie the King's Shropshire Light Infantry (ou KSLI).
Promu officier au Durham Light Infantry, il rejoint le Special Air Service en 1956 comme lieutenant ; il y servira pendant la plus grande partie de sa carrière opérationnelle.
Il sert en Malaisie au 22e SAS où il reçoit une citation (London Gazette du 28/04/59). 
En janvier 1959 il rejoint le sultanat d'Oman et participe avec des éléments du 22e Régiment SAS de retour de Malaisie à l'assaut du djebel Akhdar ; il y gagne la croix militaire (LG du 25/08/59). 
En 1963, officier des SAS, il opère au Yémen dans le cadre de l’opération d’assistance aux tribus royalistes. 
De 1964 à 1966, le capitaine (puis commandant à titre temporaire) de la Billière opère à Radfan, au Yémen, puis à Bornéo où il gagne une deuxième croix militaire (LG du 24/05/66). 
En janvier 1972, à 37 ans, Peter de la Billière est à la tête du 22e régiment SAS. 
Le lieutenant-colonel de la Billière est nommé compagnon de l'ordre du Service distingué pour bravoure lors de son séjour à Oman (LG du 27/01/76).
De 1979 à 1983, il commande la brigade du Special Air Service. Il est fait commandeur de l'ordre de l'Empire britannique (CBE) le 1er janvier 1983 (LG du 31/12/82) . 
Général de corps d'armée, il est promu chevalier commandeur de l'ordre du Bain (KCB) le 1er janvier 1988 (LG du 31/12/87).
Il est commandant en chef des troupes britanniques pendant l’opération Tempête du désert (Desert Storm) en Irak en 1991.
Général d'armée, il est fait chevalier commandeur de l'ordre de l'Empire britannique (KBE) le 29 juin 1991 (LG 28/06/91).
Il prend sa retraite le 5 juin 1992.
Le 8 juin 1993, il est promu commandeur de la Legion of Merit américaine (LG du 7/06/93).